# RD-253
L'RD-253 (en rus, Раке́тный дви́гатель 253, 'motor de coet 253') és un motor de coet de combustible líquid dissenyat per la companyia russa Energomaix. Impulsa el primer tram del coet Proton. L'RD-253 fou el primer motor no criogènic del món en utilitzar una postcombustió esglaonada de gas de turbina calent ric en oxidant. Aquest motor de bipropel·lent fa servir una combinació tòxica de propel·lents amb UDMH i N₂O₄, que comporta problemes ecològics i financers. Tanmateix, l'ús de propel·lent hipergòlic amb una temperatura d'ebullició elevada fa que l'RD-253 sigui senzill, segur i barat, cosa que en compensa els aspectes negatius.